# Chondrophellia africana
Chondrophellia africana är en havsanemonart som beskrevs av Oscar Henrik Carlgren 1928. Chondrophellia africana ingår i släktet Chondrophellia och familjen Hormathiidae. Inga underarter finns listade i Catalogue of Life.